# Constant de Loschmidt

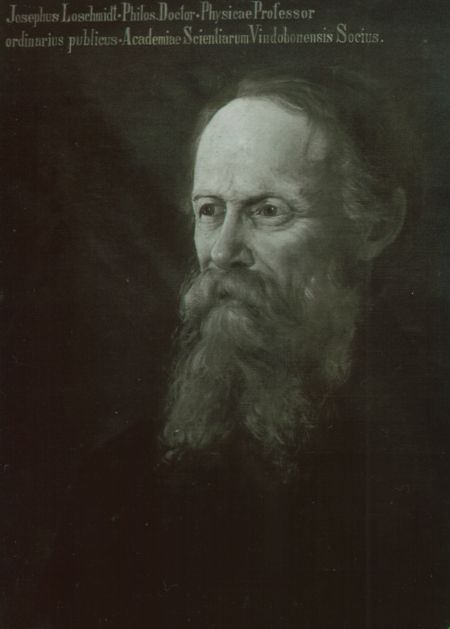
Johann Josef Loschmidt

La constant de Loschmidt o Nombre de Loschmidt (en honor de Johann Josef Loschmidt) es defineix com el nombre de partícules d'un gas ideal, en condicions normals de pressió i temperatura, per unitat de volum. El seu símbol és NL i la seva unitat de mesura és la inversa de volum, en unitats del Sistema Internacional d'Unitats s'expressa en m–3. A partir de la seva definició es pot escriure:
{\displaystyle N_{L}={\frac {N_{A}}{V_{m}}}=2,686\,777\,4(47)\times 10^{25}\ {\textrm {m}}^{-3}}
on NA és el nombre d'Avogadro i Vm és el volum molar. El valor de la constant correspon al publicat per CODATA el 2006, en condicions de temperatura igual a 273,15 K i pressió igual a 101,325 kPa.
El terme nombre de Loschmidt també s'usa als països germànics com a sinònim del nombre d'Avogadro, pel qual cal parar atenció, ja que pot provocar confusions. Entre la constant de Loschmidt i el nombre d'Avogadro hi ha la següent relació:
{\displaystyle {N_{A}}={\frac {{N_{L}}p}{{k_{B}}T}}}
on:
NA és el nombre d'Avogadro
NL és la constant de Loschmidt
p és la pressió
kB és la constant de Boltzmann
T és la temperatura